# Euxoa lindseyi
Euxoa lindseyi är en fjärilsart som beskrevs av Blackmore 1923. Euxoa lindseyi ingår i släktet Euxoa och familjen nattflyn. Inga underarter finns listade i Catalogue of Life.